# Blangy-Tronville
Blangy-Tronville è un comune francese di 536 abitanti situato nel dipartimento della Somme nella regione dell'Alta Francia.

## Società

### Evoluzione demografica
Abitanti censiti